# Gūg Darreh
Gūg Darreh (persiska: گوگ دره) är en ort i Iran.   Den ligger i provinsen Nordkhorasan, i den nordöstra delen av landet, 600 km öster om huvudstaden Teheran. Gūg Darreh ligger 1 713 meter över havet och antalet invånare är 125.
Terrängen runt Gūg Darreh är kuperad. Runt Gūg Darreh är det ganska glesbefolkat, med 43 invånare per kvadratkilometer. Närmaste större samhälle är Bāsh Maḩalleh, 8,3 km sydväst om Gūg Darreh. Trakten runt Gūg Darreh består i huvudsak av gräsmarker.